# Pervomaiski (Kusxóvskaia)
Pervomaiski - Первомайский (rus) és un possiólok del krai de Krasnodar, a Rússia. Es troba a la vora d'un petit afluent per la dreta del Sossika, tributari del Ieia. És a 10 km al sud de Kusxóvskaia i a 164 km al nord de Krasnodar. Pertanyen a aquest possiólok els khútors de Znàmia Kommunizma, Komsomolski, Kràsnaia Zarià, Kubanets, Proletarski i Zaveti Ilitxà; i el possiólok d'Oktiabrski.